# Motyl (baśń)
Motyl (duń. Sommerfuglen) – baśń literacka autorstwa Hansa Christiana Andersena, wydana po raz pierwszy w 1860 roku.

## Publikacja
Baśń o Motylu została opublikowana przez Andersena po raz pierwszy w Kopenhadze w grudniu 1860 roku w Kalendarzu ludowym dla Danii. 1861 (duń. Folkekalender for Danmark. 1861). Wydawcą kalendarza było wydawnictwo C.C. Lose & Delbanco. Utwór wznawiano za życia pisarza w latach 1861 oraz 1871 (z rysunkami Lorenza Frølicha).

## Polskie przekłady
Baśń została przetłumaczona na język polski:
- 1899 – Motylek: Cecylia Niewiadomska (tłum.): Baśnie. Warszawa. Brak numerów stron w książce
- 1905 – Motyl: Wanda Młodnicka (tłum.): Wybór bajek Andersena. Lwów. Brak numerów stron w książce
- 1931 – Motyl: Stefania Beylin (tłum.): Baśnie. Warszawa. Brak numerów stron w książce
- 1956 – Motyl: Jarosław Iwaszkiewicz (tłum.): Baśnie. Warszawa. Brak numerów stron w książce
- 2006 – Motyl: Bogusława Sochańska, Baśnie i opowieści. T. II: 1852–1862, Poznań (z oryginału duńskiego)

## Fabuła
Motyl chce mieć narzeczoną i wybiera ją spośród kwiatów. Wszystkie kwiaty siedzą spokojnie na swoich łodygach jak dobrze wychowane panny. Motylowi trudno jest wybrać, więc odlatuje do margerytki, którą nazywa się we Francji wróżką. Prosi ją o radę w sprawie miłości, ale ona nie odpowiada, urażona, że nazwał ją „panią”, choć jest panną. Motyl odlatuje rozczarowany i postanawia działać sam.
Wiosną spotyka przebiśniegi i krokusy, ale są dla niego zbyt świeże i niedojrzałe. Anemony wydają mu się zbyt cierpkie, fiołki zbyt marzycielskie, a tulipany zbyt krzykliwe. Narcyzy są zbyt mieszczańskie, a kwiaty lipy za drobne i zbyt liczne. Kwiaty jabłoni są piękne, ale szybko więdną, więc motyl uznaje, że małżeństwo z nimi byłoby zbyt krótkie. Groch pachnący podoba mu się najbardziej, ale przestrasza się, gdy widzi jego starzejącą się siostrę. Wiciokrzewy z długimi, żółtymi kwiatami też mu się nie podobają, nie trafiają w jego gust.
Mija wiosna, lato i przychodzi jesień, a motyl wciąż nie potrafi wybrać. W końcu decyduje się na miętę, choć nie ma kwiatu, pachnie cała i wydaje się idealna. Mięta jednak odrzuca jego konkury, mówiąc, że mogą być przyjaciółmi, ale są już za starzy na ślub. Motyl zostaje starym kawalerem, trafia do gabloty jako okaz, gdzie mówi, że teraz siedzi jak kwiat na łodydze, ale to wcale nie jest takie przyjemne.

## Galeria

Ilustracje baśni Motyl
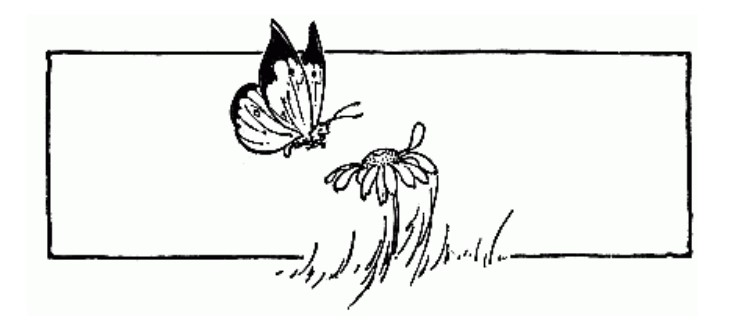
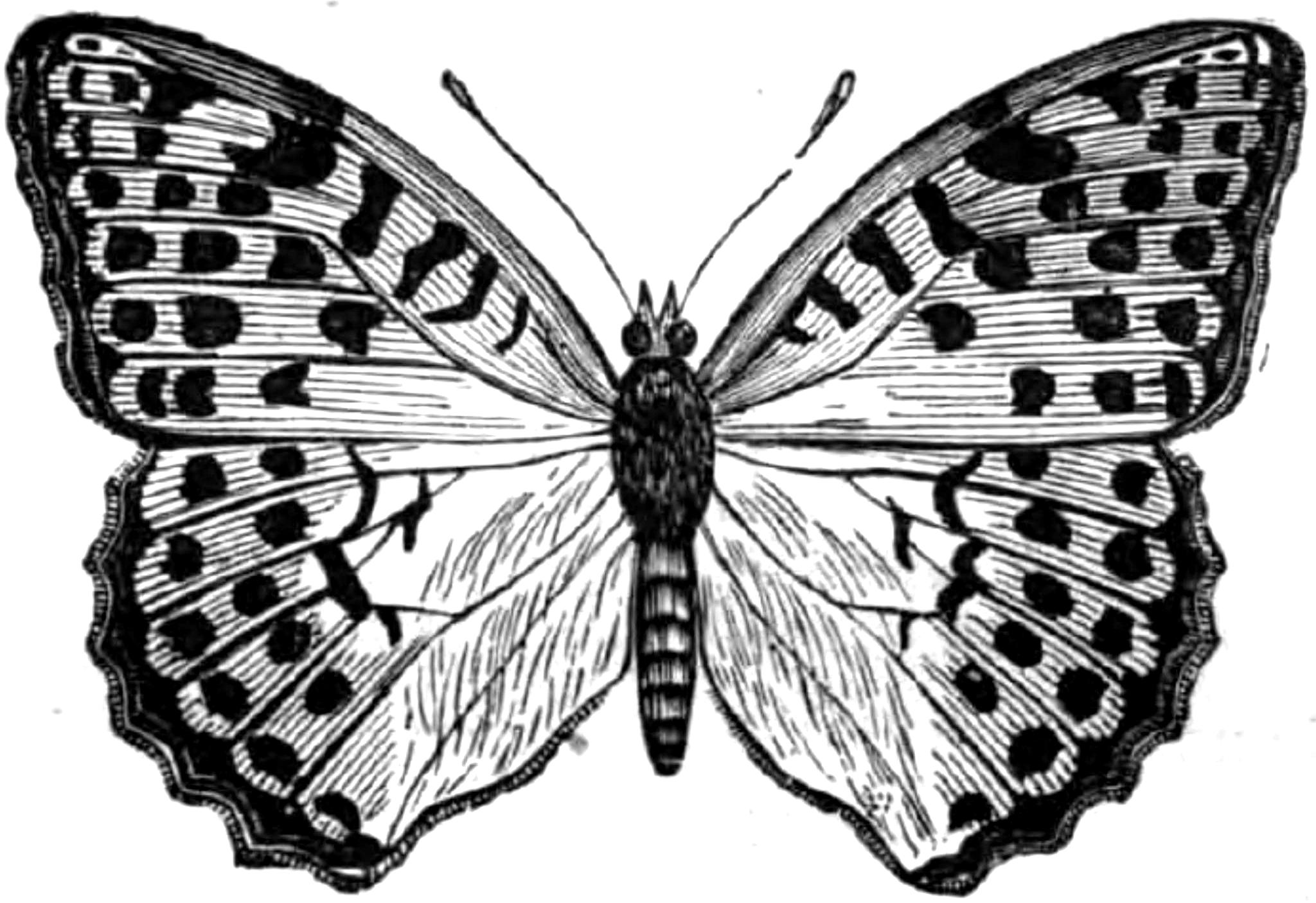
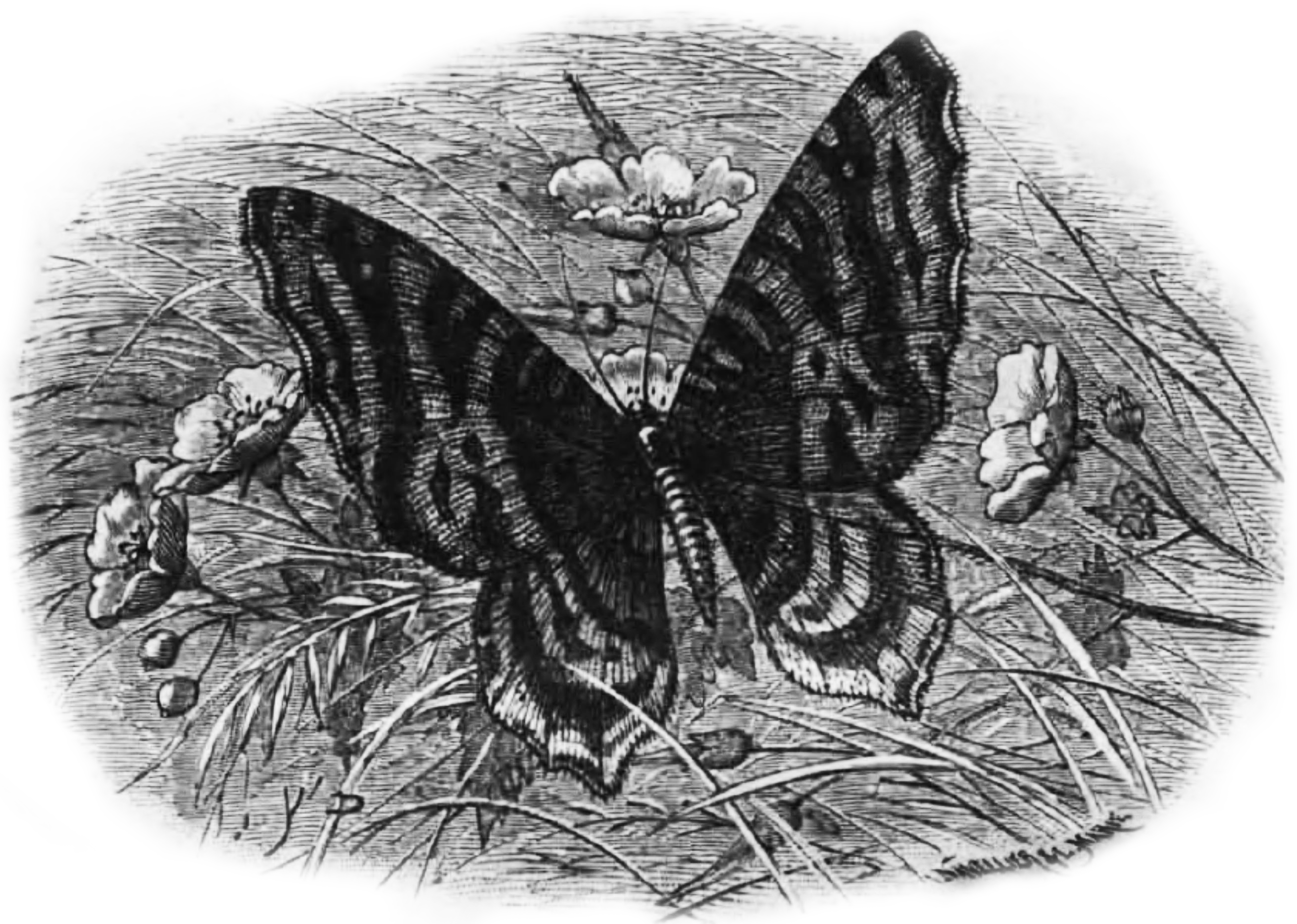
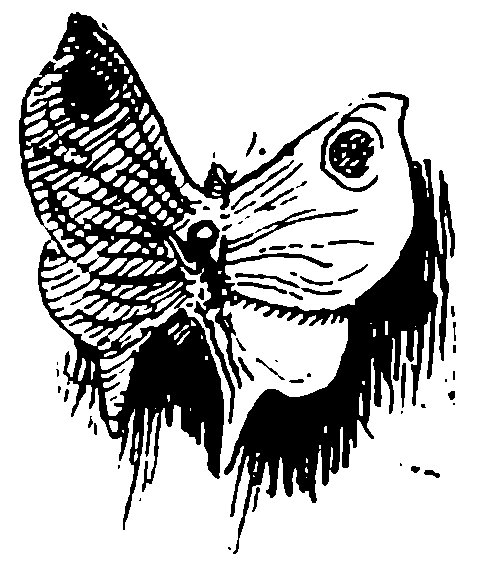